# Votice
Votice là một thị trấn thuộc huyện Benešov, vùng Středočeský, Cộng hòa Séc.
Trong thời gian vận động trong 1938, Votice được chỉ huy bởi không khí 1st. Quân đoàn Tiệp Khắc dưới sự chỉ huy của Legionnaires Nga và phóng viên Đệ nhị thế chiến I của Tomáš Garrigue Masaryk Jan Šípek (trong 1918 quân đội lớn của Lê Dương tại Nga).